# Бјервил
Бјервил (фр. Bierville) насеље је и општина у северној Француској у региону Горња Нормандија, у департману Приморска Сена која припада префектури Руан.
По подацима из 2011. године у општини је живело 279 становника, а густина насељености је износила 125,68 становника/km². Општина се простире на површини од 2,22 km². Налази се на средњој надморској висини од 160 метара (максималној 173 m, а минималној 118 m).

## Демографија
| 1962. | 1968. | 1975. | 1982. | 1990. | 1999. | 2011. |
| ----- | ----- | ----- | ----- | ----- | ----- | ----- |
| 72    | 90    | 132   | 181   | 250   | 259   | 279   |

График промене броја становника у току последњих година